# Eusterio Buey Alario
Eusterio Buey Alario (Magaz de Pisuerga, 19 de octubre de 1889-Palencia, 21 de septiembre de 1965) fue un novelista y poeta español.

## Biografía
Nació el 19 de octubre de 1889 en Magaz de Pisuerga. Sirvió en la administración local como escribiente de 1900 a 1908. Formó parte en la Diputación Provincial de 1909 a 1949. Fue secretario independiente de la Cámara Oficial de la Propiedad Urbana. Auxiliar en la Institución Tello Téllez de Meneses a partir de su fundación, en 1949. Fue vocal de la Agrupación de Estudios e Iniciativas. Murió en la ciudad de Palencia el 21 de septiembre de 1965.

## Obra
Empezó a escribir versos desde los catorce años de edad. Colaboró en el Diario Palentino y el Semanario Arte. Su primer libro de poemas fue Cuesta arriba de tema campirano, editado en la imprenta provincial de la Excma. Diputación. Su segundo libro, de misma temática, sería Pámpanos y margaritas. En 1940 algunos de sus poemas aparecen en la antología Musa Redimida («Poesías de los presos de la Nueva España») publicada por Editorial Redención y con motivo de inaugurarse el Pabellón de las Once Provincias Castellano-Leonesas en la Exposición Ibero-americana de Sevilla edita un folleto titulado Por Castilla y por León. Publica la novela Égloga, unos cuentos suyos aparecen en la antología Los Noveles («La novela de un novel» y «El último vuelo del alcotán»). Incursionó en el teatro con La flor de la sierra y El alma de una raza. En las antiguas colecciones de Blanco y Negro, en su doble página poética, usó el seudónimo «Aurelio Bay». Su "Canto a la Enseña Española" apareció publicado en el quinta edición del "Tesoro de la Juventud" editado por Bruño. 
La Institución Tello Téllez de Meneses recopiló su obra poética en el volumen póstumo Desde mi remanso (1969). 